# معركة طنجة (1664)
وقعت معركة طنجة (بالإنجليزية: Battle of Tangier) في 9 شوال 1074 هـ / 4 مايو 1664م عندما قامت قوة من المغاربة، تحت قيادة الزعيم الخضر غيلان، بنصب كمين للحامية الإنجليزية بمدينة طنجة التي كانت تحت قيادة الحاكم أندرو روذرفورد [الإنجليزية]، والذي قتل في الموقعة، وكانت أكبر هزيمة تتعرض لها مستعمرة طنجة الإنجليزية (1661-1684م).

## حيثيات
كان أندرو روذرفورد، إيرل الأول من تيفيوت [الإنجليزية] (بالإنجليزية: Andrew Rutherford, 1st Earl of Teviot) الإسكتلندي المولد ضابطا نشطا، نفذ إصلاحات كبيرة في مستعمرة طنجة منذ توليه منصب الحاكم العام. حيث أمر ببناء حصون جديدة لحماية المستعمرة، وحقق العديد من الانتصارات على قوات الخضر غيلان.
وكانت مشكلة تيفيوت الرئيسية هي عدم وجود مواد البناء. فقاد في 4 مايو مجموعة كبيرة من قواته، التي كانت مكونة من خليط من الجنود الإنجليز والايرلنديين، نحو منطقة تعرف باسم جبل اليهود، حسب المصادر الإنجليزية. ويعتقد أن تيفيوت كان يهدف إلى جمع مخزونات من الحجر والأخشاب وغيرها من المواد، بينما تشير روايات أخرى أن هدف الحملة كان البحث عن الطعام أو استئصال شجيرات استخدمتها القوات المغربية للتخفي وتغطية هجماتها على طنجة.
وبمجرد عبور تيفيوت وادي اليهودي، وجد أمامه حوالي 3,000 مقاتل مغربي، فبادرت القوات الإنجليزية وطاردتهم، ولكنها سرعان ما ستكتشف أنها أمام كمين، حيث وجدوا قوة أكبر بكثير في انتظارهم، انهارت قوات تيفيوت ولم تستطع الاستمرار في المواجهة، فحاول جمع رجاله على قمة جبل يهودي. وبرر الإنجليز فشلهم بسبب التضاريس الوعرة كونها غير مناسبة لتشكيل صفوفهم،
نجى من تلك الموقعة سوى ثلاثين رجلا إنجليزيا من أصل 500 جنديا. وكما حدث في المواجهات الأخرى، قام المغاربة بتشويه جثث الإنجليز الذين قتلوا.
بعد وفاة تيفيوت، خلفه في المنصب الملازم الايرلندي جون فيتزجيرالد. وتراجع الضغط على طنجة بسبب التطورات السياسية في أماكن أخرى من المغرب، بسبب صعود العلويين ومواجهاتهم مع الدلائيين وقوات الحضر غيلان، فوقع فيتزجيرالد على هدنة تحولت إلى سلام عام سنة 1666م. وعلى الرغم من استمرار بعض المواجهات بين الحين والآخر، فإن المدينة لم تتعرض لضغوط متواصلة مرة أخرى حتى الحصار الكبير لطنجة عام 1680م.

## مقالات ذات صلة
- حصار طنجة

## وصلة خارجة
- نافذة على طنجة